# Eduard Hauser (General)
Eduard Hauser (* 22. Juni 1895 in Erlangen; † 17. Juli 1961 in Garmisch-Partenkirchen) war ein deutscher Offizier, zuletzt Generalleutnant im Zweiten Weltkrieg.

## Leben
Eduard Hauser trat am 1. August 1914 als Fahnenjunker in die Armee ein. Am 27. Mai 1915 wurde er im bayerischen 17. Infanterie-Regiment zum Leutnant befördert (Patent 11. Mai 1914).
Nach dem Krieg wurde er in die Reichswehr übernommen, diente in unterschiedlichen Verwendungen bei der 7. Division im Wehrkreis VII. Am 1. Februar 1930 wurde er zum Hauptmann befördert und 1933 zur 7. Kraftfahr-Abteilung der Division kommandiert.
Ab dem 15. Oktober 1935 war er als Adjutant der neu aufgestellten 1. Panzer-Brigade (Erfurt) bei der 1. Panzer-Division eingesetzt und wurde hier am 1. November zum Major befördert. Am 1. April 1937 folgte seine Ernennung zum Kommandeur der I. Abteilung vom neu aufgestellten Panzer-Regiment 10 im Wehrkreis I.  Anfang Juni 1938 wurde er zum Stab der Heeresgruppe 5 (Wien) kommandiert und wurde in dieser Position am 1. Oktober 1938 zum Oberstleutnant befördert. Von Mitte August 1939 war er im Stab des XIX. Armeekorps eingesetzt und nahm am Polen- und Westfeldzug teil. Zum 9. November 1940 wurde er Kommandeur des der neu aufgestellten Panzer-Regiments 18 bei der 18. Panzer-Division und führte das Regiment ab Juni 1941 bis 19. August 1941 in Russland. Ab dem 1. September 1941 übernahm er dann das Panzer-Regiment 25 der 7. Panzer-Division und wurde in dieser Position am 1. September 1941 zum Oberst befördert.
Am 1. September 1943 wurde er mit der Führung der 13. Panzerdivision beauftragt. Mit der Beförderung zum Generalmajor am 1. Dezember 1943 war er fortan der Kommandeur der 13. Panzerdivision. Ende Dezember 1943 verunglückte er schwer. Ein Aufenthalt im Lazarett folgte und ohne Kommando wurde er am 1. Juni 1944 zum Generalleutnant befördert. Ab dem 1. August 1944 war Hauser Festungskommandant von Lötzen, wofür acht bis neun Infanterie-Divisionen und eine Panzer-Division zur Verteidigung vorgesehen waren. Aufgrund der fehlenden Ressourcen konnten die Festung nur als Möglichkeit gesehen werden, die russischen Kräfte kurzzeitig zu binden, aber nicht gezielt aufzuhalten. Hierdurch wurde klar, dass Hauser sich nur solange verteidigen konnte, dass ein Rückzug noch möglich war. Zum 7. November 1944 übernahm er die aus dem Stab des Festungskommandant von Lötzen neu aufgestellte Division z. b. V. 605, welche fortan auch Kampfgruppe Hauser genannt wurde und an der Ostfront unter der 4. Armee kämpfte. Ende Februar 1945 gab er das Kommando nach dem Rückzug aus Lötzen nach Heiligenbeil ab und wurde im März 1945 Festungskommandant von Pillau. Ende April 1945 verließ er Pillau per dem Seeweg und übernahm bis Kriegsende kein weiteres Kommando mehr.
Nach dem Krieg wohnte er im Garmisch-Partenkirchen.

## Auszeichnungen
- Eisernes Kreuz (1914) II. und I. Klasse
- Verwundetenabzeichen (1918) in Schwarz
- Spange zum Eisernen Kreuz II. und I. Klasse
- Ritterkreuz des Eisernen Kreuzes mit Eichenlaub 
  - Ritterkreuz am 4. Dezember 1941 als Kommandeur des Panzer-Regiments 25
  - Eichenlaub am 26. Januar 1944 (376. Verleihung)